# Hervías
Hervías est une commune de la communauté autonome de La Rioja, en Espagne.

## Histoire
En 1785, Hervías faisait partie de la Junta de Valpierre qui réunissait quinze villages, à l'époque dans la province de Burgos.

## Démographie
| 1900 | 1910 | 1920 | 1930 | 1940 | 1950 | 1960 | 1970 | 1981 |
| ---- | ---- | ---- | ---- | ---- | ---- | ---- | ---- | ---- |
| 577  | 539  | 546  | 578  | 623  | 627  | 592  | 491  | 317  |

| 1991 | 2001 | 2011 | - | - | - | - | - | - |
| ---- | ---- | ---- | - | - | - | - | - | - |
| 224  | 149  | 140  | - | - | - | - | - | - |

## Administration

### Conseil municipal
La ville de Hervías comptait 121 habitants aux élections municipales du 26 mai 2019. Son conseil municipal (en espagnol : Pleno del Ayuntamiento) se compose donc de 5 élus.
| Parti | Parti                                    | Voix | %       | Élus  |
| ----- | ---------------------------------------- | ---- | ------- | ----- |
|       | Parti populaire (PP)                     | 51   | 62,20 % | 4 / 5 |
|       | Parti socialiste ouvrier espagnol (PSOE) | 29   | 35,37 % | 1 / 5 |
|       | Partido Riojano (PR+)                    | 2    | 2,44 %  | 0 / 5 |

### Liste des maires
| Mandat    | Maire | Maire                                | Parti |
| --------- | ----- | ------------------------------------ | ----- |
| 1979-1983 |       | Eduardo Urbina Urbina                | CD    |
| 1983-1987 |       | Mª Ángeles Villaverde Cañas          | PSOE  |
| 1987-1991 |       | Mª Ángeles Villaverde Cañas          | PSOE  |
| 1991-1995 |       | Jesús Ruíz de Gopegui Ruíz           | PP    |
| 1995-1999 |       | Jesús Ruíz de Gopegui Ruíz           | PR    |
| 1999-2003 |       | Mª Elena Concepción Martínez Aguirre | PR    |
| 2003-2007 |       | Mª Elena Concepción Martínez Aguirre | PP    |
| 2007-2011 |       | Mª Elena Concepción Martínez Aguirre | PP    |
| 2011-2015 |       | Mª Elena Concepción Martínez Aguirre | PP    |
| 2015-2019 |       | Mª Elena Concepción Martínez Aguirre | PP    |
| 2019-2023 |       | Mª Elena Concepción Martínez Aguirre | PP    |